# San Roque (Mendoza)
El distrito San Roque es una localidad localizada en el departamento Maipú, en la provincia de Mendoza, Argentina.
Su población entre zonas urbanas y rurales es de alrededor de 7957 habitantes, dedicados fundamentalmente a la actividad agrícola, y cultivo de olivares. Este también es un distrito que cuenta con muchas bodegas vitivinícolas. Administrativamente depende de la ciudad de Maipú.
Su santo patrono es San Roque. Su festividad se celebra el 16 de agosto.

## Historia
Antiguamente conocido como La Riojita Pobre, sus pobladores trabajaban guiando los cruces de las carretas por el lado del río Mendoza que en aquel entonces carecía de puente.
Años después, al crecer la población y levantarse una capilla, la misma fue puesta bajo el patrono de San Roque, cambiando por este nombre el pueblo.
En 1871 Fray Manuel Apolinario Vásquez dispuso la conformación de una comisión encargada de construir la capilla, una escuela y el cementerio, en terrenos donados por Geronimo Flores.
El día 14 de junio de 1874 se inauguró la Iglesia de San Roque, para cuya edificación se utilizaron adobes y madera.

## Sismicidad
La sismicidad del área de Cuyo (centro oeste de Argentina) es frecuente y de intensidad muy alta, con un silencio sísmico de terremotos medios a graves cada 20 años.
- Sismo de 1861: aunque dicha actividad geológica catastrófica ocurre desde épocas prehistóricas, el terremoto del 20 de marzo de 1861 (164 años), con 12 000 muertes,[2] señaló un hito importante dentro de la historia de eventos sísmicos argentinos ya que fue el más fuerte registrado y documentado en el país. A partir del mismo los sucesivos gobiernos mendocinos y municipales han ido extremando cuidados y restringiendo los códigos de construcción.[1] Con el terremoto de San Juan del 15 de enero de 1944 (81 años) los gobiernos tomaron estado de la enorme gravedad crónica de sismos de la región.
- Sismo de 1920: de 6,8 de intensidad, destruyó parte de sus edificaciones y abrió numerosas grietas en la zona. Hubo 250 muertes por destrucción de casas de adobe[2][1]
- Sismo del sur de Mendoza de 1929: muy grave, y al no haber desarrollado ninguna medida preventiva, a pesar de haber transcurrido solo nueve años del anterior, mató a 30 habitantes por la caída de casas de adobe[1]
- Sismo de 1985: fue otro episodio grave,[3] de 9 s de duración, derrumbando el viejo Hospital del Carmen de Godoy Cruz.

## Parroquias de la Iglesia Católica
| Arquidiócesis | Mendoza   |
| ------------- | --------- |
| Parroquia     | San Roque |